# Kirchnerisme
El kirchnerisme és un moviment polític argentí de centreesquerra i orientació majoritàriament peronista, sorgit l'any 2003, que reuneix els principals postulats ideològics plasmats en els governs dels presidents Néstor Kirchner (2003-2007) i Cristina Fernández de Kirchner (2007-2015). Entre tots dos, han governat un total de 12 anys, 6 mesos i 15 dies, període que s'ha denominat pels partidaris com «la Dècada Guanyada».
El 2019 el kirchnerisme va tornar al govern de l'Argentina, després de la presidència de Mauricio Macri, a través de la fórmula Fernández-Fernández de Kirchner. El candidat a president Alberto Fernández havia exercit com a Cap de Gabinet de Ministres de Néstor i Cristina Kirchner, entre 2003 i 2008. Després, entre 2009 i 2018 Fernández s'havia distanciat del kirchnerisme, mentre que aquest moviment es va mantenir majoritàriament sota la conducció de Cristina Fernández de Kirchner. Amb l'aliança entre els Fernández, el kirchnerisme va tornar a unir-se amb sectors del peronisme que s'havien distanciat de Cristina Fernández, com ara el massisme, el Moviment Evita i diversos governadors del PJ.
Integren el moviment diversos partits i sectors polítics, entre els quals es troben sectors del Partit Justicialista i sectors del radicalisme argentí, entre d'altres.

## Programa polític

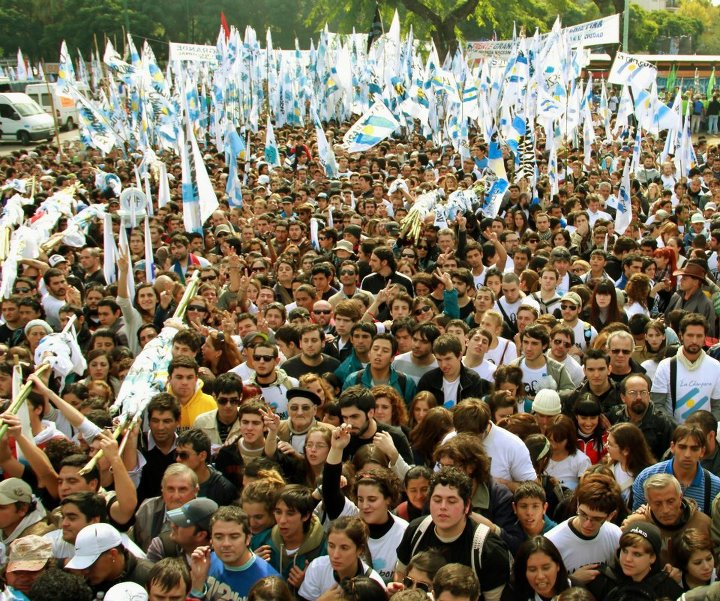
Concentració de joves kirchneristes.

Les característiques principals de la ideologia kirchnerista es poden resumir en els següents punts:
- Peronisme combatiu: tant Néstor Kirchner com la seva dona Cristina Fernández es van iniciar en la política als anys setanta, militant en la universitat en el denominat «peronisme combatiu», integrant la Joventut Peronista.[2]
- Rebuig del neoliberalisme: el kirchnerisme s'ha declarat en contra de les polítiques neoliberals.[3] En el seu discurs d'assumpció, Kirchner es va mostrar a favor de la intervenció estatal en el mercat i va afirmar que «hem de fer que l'Estat posi igualtat allà on el mercat exclou i abandona».[4]
- Rebuig dels tractats de lliure comerç: el kirchnerisme s'ha mostrat contrari als tractats de lliure comerç, multilaterals i bilaterals, impulsats pels Estats Units. El punt més alt d'aquesta política va ser la confrontació de Kirchner amb l'expresident dels Estats Units, George W. Bush a la Cimera de les Amèriques de Mar del Plata de 2005, que va resultar decisiva per evitar la signatura de l'ALCA (Aliança per al Lliure Comerç de les Amèriques).[5]
- Alineament regional: internacionalment, el kirchnerisme s'ha mostrat disposat a enfortir les relacions amb els països d'Amèrica Llatina, especialment Bolívia, Brasil, Cuba, Equador i Veneçuela, establint-hi un eix sud-americà amb Brasil, a partir de la base del Mercosur.[6] El kirchnerisme ha mostrat una forta defensa del Mercosur.[7]
- Drets humans: sempre ha pres com a bandera de lluita la defensa dels drets humans, pel que fa als crims de lesa humanitat comesos durant el Procés de Reorganització Nacional (1976-1983), després perdonats per les lleis d'obediència deguda, i punt final i indults, sancionades en el govern d'Alfonsín (1983-1989) i efectivizadas pel president Menem (1989-1999). Aquesta posició del kirchnerisme ha portat al fet que algunes importants organitzacions de drets humans, com les Mares de Plaça de Maig i les Àvies de Plaça de Maig donin suport activament als governs dels Kirchner.[8] En canvi, Julio César Strassera, exfiscal del judici a les juntes militars, va acusar el kirchnerisme de no accelerar les causes per delictes de lesa humanitat i així «apoderar-se» de la bandera dels drets humans al país.[9] No obstant això, a finals de la gestió de Néstor Kirchner hi havia 898 imputats en les investigacions de causes vinculades amb delictes de lesa humanitat: 350 es trobaven processats i 8 havien estat condemnats.[10] A finals de la gestió de Cristina Fernández de Kirchner hi havia 156 causes amb sentència, en què es van condemnar 669 militars, i 2354 imputats en altres causes sense sentència fins a aquell moment.[11]
- Polítiques en matèria de natalitat i sexualitat: el 2010 es va aprovar la llei 26 618 que autoritza el matrimoni entre persones de mateix sexe,[12] i l'Argentina es convertí en el primer país a Llatinoamèrica en consagrar aquest dret.[13] El 2012 s'aprovà la Llei d'identitat de gènere,[14] que permet que les persones trans siguin inscrites en els seus documents personals amb el nom i el sexe d'elecció, a més d'ordenar que tots els tractaments mèdics d'adequació a l'expressió de gènere siguin inclosos en el Programa Mèdic Obligatori. Pel que fa a l'avortament, no ha existit una postura uniforme dins del moviment. El ministre de Salut Ginés González García es va declarar el 2005 a favor de la despenalització de l'avortament.[15] En canvi, el seu successor en el càrrec, Juan Manzur, va dir al juliol de 2010: «Ja ho hem dit: estem en contra de l'avortament, fins i tot ho va manifestar la presidenta».[16] No obstant això, l'any 2018, enmig del debat per la despenalització de l'avortament a l'Argentina, Cristina Fernández de Kirchner es va pronunciar a favor i va votar a favor del projecte presentat al Senat.[17]

## Crítica
Al llarg dels anys, des que el kirchnerisme va arribar al poder, diversos autors, periodistes i polítics han tingut una mirada crítica sobre les principals figures d'aquest moviment. Ha estat acusat de personalista i autoritari. Així mateix, ha tingut diverses acusacions de corrupció i cleptocràcia. Algunes d'aquestes causes judicials han estat desestimades per la justícia argentina, mentre que algunes altres han tingut condemna.